# Herrarnas lättvikts-dubbelsculler i rodd vid olympiska sommarspelen 2008
Herrarnas lättvikts-dubbelsculler i rodd vid olympiska sommarspelen 2008 avgjordes mellan den 9 och 17 augusti 2008.

## Medaljörer
| Gren                    | Guld                               | Silver                                          | Brons                                 |
| Lättvikts-dubbelsculler | Zac Purchase och Mark Hunter (GBR) | Dimitrios Mougios och Vasileios Polymeros (GRE) | Mads Rasmussen och Rasmus Quist (DEN) |

## Resultat

### Heat

#### Heat 1
| Placering | Roddare                                | Land           | Tid     | Noteringar |
| --------- | -------------------------------------- | -------------- | ------- | ---------- |
| 1         | Zac Purchase, Mark Hunter              | Storbritannien | 6:13,69 | SA/B       |
| 2         | Dimitrios Mougios, Vasileios Polymeros | Grekland       | 6:16,10 | SA/B       |
| 3         | Jonathan Koch, Manuel Brehmer          | Tyskland       | 6:21,99 | R          |
| 4         | Kazushige Ura, Daisaku Takeda          | Japan          | 6:24,21 | R          |
| 5         | Mohamed Ryad Garidi, Kamel Ait Daoud   | Algeriet       | 6:43,94 | R          |

#### Heat 2
| Placering | Roddare                                | Land       | Tid     | Noteringar |
| --------- | -------------------------------------- | ---------- | ------- | ---------- |
| 1         | Marcello Miani, Elia Luini             | Italien    | 6:16,16 | SA/B       |
| 2         | Zhang Guolin, Sun Jie                  | Kina       | 6:17,62 | SA/B       |
| 3         | Samuel Beltz, Thomas Gibson            | Australien | 6:19,15 | R          |
| 4         | Eyder Batista, Yunior Perez            | Kuba       | 6:19,36 | R          |
| 5         | Devender Kumar Khandwal, Manjeet Singh | Indien     | 6:37,13 | R          |

#### Heat 3
| Placering | Roddare                           | Land      | Tid     | Noteringar |
| --------- | --------------------------------- | --------- | ------- | ---------- |
| 1         | Mads Rasmussen, Rasmus Quist      | Danmark   | 6:14,84 | SA/B       |
| 2         | Douglas Vandor, Cameron Sylvester | Kanada    | 6:17,58 | SA/B       |
| 3         | Zsolt Hirling, Tamás Varga        | Ungern    | 6:19,60 | R          |
| 4         | Rodolfo Collazo, Angel García     | Uruguay   | 6:25,86 | R          |
| 5         | Thiago Gomes, Thiago Almeida      | Brasilien | 6:30,78 | R          |

#### Heat 4
| Placering | Roddare                         | Land        | Tid     | Noteringar |
| --------- | ------------------------------- | ----------- | ------- | ---------- |
| 1         | Storm Uru, Peter Taylor         | Nya Zeeland | 6:16,78 | SA/B       |
| 2         | Maxime Goisset, Frederic Dufour | Frankrike   | 6:20,17 | SA/B       |
| 3         | Pedro Fraga, Nuno Mendes        | Portugal    | 6:24,35 | R          |
| 4         | So Sau Wah, Chow Kwong Wing     | Hongkong    | 6:34,51 | R          |
| 5         | Jang Kang-Eun, Kim Hong-Kyun    | Sydkorea    | 6:42,97 | R          |

### Återkval

#### Återkval 1
| Placering | Roddare                              | Land       | Tid     | Noteringar |
| --------- | ------------------------------------ | ---------- | ------- | ---------- |
| 1         | Jonathan Koch, Manuel Brehmer        | Tyskland   | 6:41,48 | SA/B       |
| 2         | Samuel Beltz, Thomas Gibson          | Australien | 6:42,42 | SA/B       |
| 3         | Rodolfo Collazo, Angel García        | Uruguay    | 6:46,98 | SC/D       |
| 4         | Thiago Gomes, Thiago Almeida         | Brasilien  | 6:51,99 | SC/D       |
| 5         | So Sau Wah, Chow Kwong Wing          | Hongkong   | 6:58,71 | SC/D       |
| 6         | Mohamed Ryad Garidi, Kamel Ait Daoud | Algeriet   | 7:05,73 | SC/D       |

#### Återkval 2
| Placering | Roddare                                | Land     | Tid     | Noteringar |
| --------- | -------------------------------------- | -------- | ------- | ---------- |
| 1         | Pedro Fraga, Nuno Mendes               | Portugal | 6:39,07 | SA/B       |
| 2         | Eyder Batista, Yunior Perez            | Kuba     | 6:40,15 | SA/B       |
| 3         | Kazushige Ura, Daisaku Takeda          | Japan    | 6:43,03 | SC/D       |
| 4         | Zsolt Hirling, Tamás Varga             | Ungern   | 6:50,48 | SC/D       |
| 5         | Devender Kumar Khandwal, Manjeet Singh | Indien   | 7:02,06 | SC/D       |
| 6         | Jang Kang-Eun, Kim Hong-Kyun           | Sydkorea | 7:12,17 | SC/D       |

### Semifinaler C/D

#### Semifinal C/D 1
| Placering | Roddare                       | Land     | Tid     | Noteringar |
| --------- | ----------------------------- | -------- | ------- | ---------- |
| 1         | Zsolt Hirling, Tamás Varga    | Ungern   | 6:28,84 | FC         |
| 2         | Rodolfo Collazo, Angel García | Uruguay  | 6:33,49 | FC         |
| 3         | So Sau Wah, Chow Kwong Wing   | Hongkong | 6:33,79 | FC         |
| 4         | Jang Kang-Eun, Kim Hong-Kyun  | Sydkorea | 6:47,13 | FD         |

#### Semifinal C/D 2
| Placering | Roddare                                | Land      | Tid     | Noteringar |
| --------- | -------------------------------------- | --------- | ------- | ---------- |
| 1         | Kazushige Ura, Daisaku Takeda          | Japan     | 6:29,30 | FC         |
| 2         | Thiago Gomes, Thiago Almeida           | Brasilien | 6:39,91 | FC         |
| 3         | Devender Kumar Khandwal, Manjeet Singh | Indien    | 6:40,34 | FC         |
| 4         | Mohamed Ryad Garidi, Kamel Ait Daoud   | Algeriet  | 6:43,80 | FD         |

### Semifinaler A/B

#### Semifinal A/B 1
| Placering | Roddare                           | Land           | Tid     | Noteringar |
| --------- | --------------------------------- | -------------- | ------- | ---------- |
| 1         | Zac Purchase, Mark Hunter         | Storbritannien | 6:29,56 | FA         |
| 2         | Marcello Miani, Elia Luini        | Italien        | 6:31,16 | FA         |
| 3         | Eyder Batista, Yunior Perez       | Kuba           | 6:33,60 | FA         |
| 4         | Jonathan Koch, Manuel Brehmer     | Tyskland       | 6:37,07 | FB         |
| 5         | Maxime Goisset, Frederic Dufour   | Frankrike      | 6:41,18 | FB         |
| 6         | Douglas Vandor, Cameron Sylvester | Kanada         | 6:49,28 | FB         |

#### Semifinal A/B 2
| Placering | Roddare                                | Land        | Tid     | Noteringar |
| --------- | -------------------------------------- | ----------- | ------- | ---------- |
| 1         | Dimitrios Mougios, Vasileios Polymeros | Grekland    | 6:24,61 | FA         |
| 2         | Mads Rasmussen, Rasmus Quist           | Danmark     | 6:26,49 | FA         |
| 3         | Zhang Guolin, Sun Jie                  | Kina        | 6:29,29 | FA         |
| 4         | Storm Uru, Peter Taylor                | Nya Zeeland | 6:30,53 | FB         |
| 5         | Samuel Beltz, Thomas Gibson            | Australien  | 6:32,32 | FB         |
| 6         | Pedro Fraga, Nuno Mendes               | Portugal    | 6:39,23 | FB         |

### Finaler

#### Final D
| Placering | Roddare                              | Land     | Tid     | Noteringar |
| --------- | ------------------------------------ | -------- | ------- | ---------- |
| 1         | Mohamed Ryad Garidi, Kamel Ait Daoud | Algeriet | 6:46,46 |            |
| 2         | Jang Kang-Eun, Kim Hong-Kyun         | Sydkorea | 6:47,44 |            |

#### Final C
| Placering | Roddare                                | Land      | Tid     | Noteringar |
| --------- | -------------------------------------- | --------- | ------- | ---------- |
| 1         | Kazushige Ura, Daisaku Takeda          | Japan     | 6:23,02 |            |
| 2         | Zsolt Hirling, Tamás Varga             | Ungern    | 6:25,11 |            |
| 3         | Rodolfo Collazo, Angel García          | Uruguay   | 6:30,61 |            |
| 4         | So Sau Wah, Chow Kwong Wing            | Hongkong  | 6:34,48 |            |
| 5         | Thiago Gomes, Thiago Almeida           | Brasilien | 6:36,24 |            |
| 6         | Devender Kumar Khandwal, Manjeet Singh | Indien    | 6:44,48 |            |

#### Final B
| Placering | Roddare                           | Land        | Tid     | Noteringar |
| --------- | --------------------------------- | ----------- | ------- | ---------- |
| 1         | Storm Uru, Peter Taylor           | Nya Zeeland | 6:27,14 |            |
| 2         | Pedro Fraga, Nuno Mendes          | Portugal    | 6:28,47 |            |
| 3         | Jonathan Koch, Manuel Brehmer     | Tyskland    | 6:28,66 |            |
| 4         | Samuel Beltz, Thomas Gibson       | Australien  | 6:30,11 |            |
| 5         | Maxime Goisset, Frederic Dufour   | Frankrike   | 6:32,65 |            |
| 6         | Douglas Vandor, Cameron Sylvester | Kanada      | 6:40,80 |            |

#### Final A
| Placering | Roddare                                | Land           | Tid     | Noteringar |
| --------- | -------------------------------------- | -------------- | ------- | ---------- |
|           | Zac Purchase, Mark Hunter              | Storbritannien | 6:10,99 |            |
|           | Dimitrios Mougios, Vasileios Polymeros | Grekland       | 6:11,72 |            |
|           | Mads Rasmussen, Rasmus Quist           | Danmark        | 6:12,45 |            |
| 4         | Marcello Miani, Elia Luini             | Italien        | 6:16,15 |            |
| 5         | Zhang Guolin, Sun Jie                  | Kina           | 6:16,69 |            |
| 6         | Eyder Batista, Yunior Perez            | Kuba           | 6:19,96 |            |